# Furfurale
Il furfurale (o 2-furaldeide, o furforaldeide) è un composto organico derivato da una varietà di prodotti agricoli tra cui mais, avena, grano, crusca, e segatura. Il nome deriva dal latino furfur, che significa crusca, riferendosi alla sua fonte più comune. 
Chimicamente è un'aldeide aromatica derivata dal furano, di formula bruta C5H4O2 e di formula condensata C4H3O-CHO.

## Storia
Il furfurale è stato isolato nel 1832 dal chimico tedesco Johann Wolfgang Döbereiner, che lo ottenne come prodotto collaterale della sintesi dell'acido formico. 
Al tempo, l'acido formico era ottenuto dalla distillazione delle formiche, i cui corpi probabilmente contengono un po' di materia vegetale. Nel 1840, il chimico scozzese John Stenhouse trovò che la stessa sostanza chimica poteva essere prodotta distillando una vasta gamma di cereali, come pannocchie, avena, grano, crusca, in soluzione acquosa di acido solforico; ne determinò anche la formula empirica (C5H4O2). Nel 1901 il chimico tedesco Carl Dietrich Harries dedusse la sua formula di struttura.
Eccetto i rari casi in cui fu usato nei profumi, il furfurale rimase una sostanza poco conosciuta fino al 1922, quando la Quaker Oats Company cominciò una produzione di massa dall'avena. Anche oggi il furfurale è prodotto dagli scarti agricoli come la bagassa ed il mais.

## Proprietà
Il furfurale si scioglie velocemente nei solventi organici più comuni, ma è poco solubile in acqua e negli alcani.

### Apparenza
A temperatura ambiente si presenta come un liquido bruno dall'odore amarognolo, di mandorla. È un composto tossico, irritante.

### Reazioni
Il furfurale ha la stessa reattività di altre aldeidi e composti aromatici. Indicativo della sua minore aromaticità rispetto al benzene è il fatto che il furfurale è velocemente idrogenato al corrispondente derivato tetraidrofuranico. A temperature superiori a 250 °C, il furfurale si decompone in furano e monossido di carbonio tanto velocemente che a volte rischia l'esplosione. Se scaldato in presenza di acido, il furfurale polimerizza in una resina dura e termoresistente.
Il furfurale dà reazioni cromatiche:
1. con floroglucina e acido cloridrico forma, all'ebollizione, un precipitato verde scuro.
2. in soluzione di acetato di anilina si ha colorazione rossa già a freddo.

## Produzione
Molti materiali vegetali contengono il polisaccaride emicellulosa, un polimero di glucidi contenente 5 atomi di carbonio ognuno. Quando è scaldata con acido solforico, l'emicellulosa subisce un'idrolisi che libera questi zuccheri, principalmente xilosio. Nelle stesse condizioni di calore e acido, lo xilosio e gli altri pentosi subiscono una deidratazione, perdendo 3 molecole di acqua e diventando furfurale:
C5H10O5 → C5H4O2 + 3 H2O
Nel mais, circa il 10% in massa della materia vegetale può essere recuperata come furfurale. Il furfurale e l'acqua evaporano insieme dalla miscela di reazione e si separano per condensazione. La produzione globale ammonta a circa 450.000 tonnellate (dati del 2004). La Cina è il maggior produttore di furfurale, con circa metà della produzione globale.
In laboratorio, la sintesi del furfurale dal mais, è messa in atto con un riflusso in acido solforico diluito..

## Usi
Il furfurale è usato come solvente in petrolchimica per estrarre i dieni (come quelli usati per produrre la gomma sintetica) da altri idrocarburi.
Il furfurale, come il suo derivato alcool furfurilico, può essere usato sia da solo che con fenolo, acetone o urea per produrre resine solide. Queste resine sono usate per produrre fibra di vetro, qualche componente aeronautico e per i freni.
Il furfurale è anche un prodotto intermedio nella produzione di solventi come furano, 2-metiltetraidrofurano e tetraidrofurano. Il relativo composto derivato dagli esosi l'idrossimetilfurfurale è stato identificato in una vasta gamma di processi di riscaldamento di prodotti alimentari.

### Il test del furfurale
Il test del furfurale è condotto per rilevare la presenza di grassi o di zuccheri non riducenti come il saccarosio.
| Esperimento | Osservazione                         | Conclusione                                             |
| --- | ------------------------------------ | ------------------------------------------------------- |
| Sostanza in alcol + 1mL di HCl concentrato, qualche goccia di soluzione alcolica di α-naftolo, mescolare e lasciare riposare per qualche minuto. | si colora di rosso                   | sono presenti dei grassi                                |
| Sostanza in acqua + soluzione alcolica di α-naftolo poi aggiungere qualche goccia di HCl e lasciar riposare per qualche minuto.                  | precipitato di colore giallo pallido | zuccheri non riducenti come il saccarosio sono presenti |

## Sicurezza
Sebbene si trovi in molti cibi ed esaltatori organolettici, il furfurale è tossico con LD50 di 400 – 500 mg/kg (topo, via orale).. È irritante per la pelle e l'esposizione continuata può portare ad allergia come a un'inusuale suscettibilità alle scottature da sole.